# 科斯坦扎纳
科斯坦扎纳（義大利語：Costanzana），是意大利韦尔切利省的一个市镇。总面积21平方公里，人口823人，人口密度39.2人/平方公里（2009年）。ISTAT代码为002047。